# Asura polyspila
Asura polyspila är en fjärilsart som beskrevs av Turner 1940. Asura polyspila ingår i släktet Asura och familjen björnspinnare. Inga underarter finns listade i Catalogue of Life.